# Bénédiction d'Isaac à Jacob
La Bénédiction d'Isaac à Jacob (en italien, Benedizione di Isacco a Giacobbe)  est une fresque attribuée au peintre  Giotto di Bondone (ou Maestro d'Isacco ?), datée des environs de 1291-1295 et située dans la partie supérieure de la paroi de droite de l'église supérieure de la basilique Saint-François d'Assise.

## Histoire
Les deux scènes qui donnent le nom au Maestro d'Isacco (Bénédiction d'Isaac à Jacob et Isaac repousse Ésaü ) ont fait l'objet d'un intense débat entre les critiques d'art, dans la tentative de donner un nom à l'artiste innovateur qui se détachant de la manière de Cimabue, développait la volumétrie des sujets et la tridimentionalité à la représentation.
Certains, comparant les scènes avec celles voisines de Jacopo Torriti et avec les mosaïques de la basilique Sainte-Marie-du-Trastevere de Pietro Cavallini, ont avancé l'hypothèse qu'il pourrait s'agir du maître romain, d'autres (majoritaires), ont pensé à un maître toscan, peut-être le jeune Giotto (Thode, 1885).
Les doutes sur la paternité giottesque des Storie di san Francesco ont compliqué l'identification du Maestro d'Isacco, faisant émerger l'hypothèse que, sous ce nom, on puisse identifier un maître légèrement plus ancien que Giotto (Federico Zeri et Bruno Zanardi, 2002), à la tête d'un grand atelier, responsable de l'exécution de diverses scènes du registre supérieur de la basilique, dont la Volta dei Dottori della Chiesa.
D'autres critiques (rares) ont aussi cité Arnolfo di Cambio.

## Description
Dans un volume traité en perspective fuyante à droite, délimité par une chambre contenue dans un volume architectonique (porte ouverte à droite, fronton au-dessus, colonnes encadrant une ouverture laissant voir le lit), deux personnages (un qui entrouvre le rideau du lit clos, l'autre portant une auréole tendant la main droite et portant une coupe de l'autre) visitent deux autres personnages allongés sur le lit entouré d'un petite balustrade. Parmi ces deux personnages alités, le plus âgé porte barbe et auréole (Jacob) et tient la main que lui tend Isaac.